# The Pride of the South
The Pride of the South è un cortometraggio muto del 1913 diretto da Burton L. King e prodotto da Thomas H. Ince. Il film è il debutto nella regia di King, un attore che aveva esordito l'anno precedente in Through the Drifts, prodotto dalla Lubin.
La storia è ambientata al tempo della guerra di secessione.

## Produzione
Il film fu prodotto da Thomas H. Ince per la Broncho Film Company (New York Motion Picture Company).

## Distribuzione
Distribuito dalla Mutual Film, il film - in tre rulli - uscì nelle sale cinematografiche statunitensi il 19 marzo 1913.
Non si conoscono copie ancora esistenti della pellicola che viene considerata presumibilmente perduta.